# Rinorea longiracemosa
Rinorea longiracemosa (Kurz) Craib – gatunek roślin z rodziny fiołkowatych (Violaceae). Występuje naturalnie w Indiach (między innymi w Asamie i na Nikobarach), Mjanmie, Tajlandii, Laosie, Kambodży, Wietnamie, Chinach (na wyspie Hajnan), Malezji oraz Indonezji (w Kalimantanie i na Jawie). 

## Morfologia
PokrójZimozielone drzewo lub krzew.
LiścieBlaszka liściowa ma eliptycznie odwrotnie jajowaty lub podługowato lancetowaty kształt. Mierzy 5–12 cm długości oraz 1,5–6 cm szerokości, jest piłkowana na brzegu, ma klinową nasadę i spiczasty wierzchołek. Przylistki są szydłowate i osiągają 5 mm długości. Ogonek liściowy jest owłosiony i ma 5–7 mm długości.
KwiatyZebrane w gronach o długości 5–10 cm, wyrastają z kątów pędów. Mają działki kielicha o owalnym kształcie i dorastające do 2 mm długości. Płatki są podługowate, mają białą barwę oraz 2–4 mm długości.
OwoceTorebki mierzące 15 mm średnicy, o niemal kulistym kształcie.

## Biologia i ekologia
Rośnie w lasach. 